# میشو
میکائیل والری ابراهامیان (ارمنی: Միքայել Վալերիի Աբրահամյան، متولد ۲۴ دسامبر ۱۹۸۴)، که به‌طور حرفه‌ای با نام میشو (به ارمنی: Միշո) شناخته می‌شود، رپر و بازیگر ارمنی است که به عنوان پیشگام موسیقی هیپ‌هاپ در ارمنستان شهرت دارد.

## اوایل زندگی
میشو با نام اصلی میکائیل ابراهامیان در ۲۴ دسامبر ۱۹۸۴ در ایروان، در خانواده‌ای از پزشکان و معلمان از جمهوری آرتساخ به دنیا آمد. او در سال‌های پایانی دبیرستان و دانشگاه بسکتبال بازی می‌کرد. در سال ۲۰۰۹، از دانشگاه پزشکی دولتی ایروان فارغ‌التحصیل شد و مجوز پزشکی خود را به عنوان پزشک دریافت کرد.

## حرفه موسیقی
میشو در دوران دبیرستان به موسیقی رپ علاقه‌مند شد. او از ۱۴ سالگی شروع به نوشتن شعر کرده بود، بنابراین وقتی برای اولین بار به موسیقی هیپ‌هاپ گوش داد، مجذوب ترکیب موسیقی و شعر شد و تصمیم گرفت خودش این کار را انجام دهد. در سال ۲۰۰۰، همراه با دوستان دوران کودکی‌اش یوج، هامو و پسرعمویش ساش، گروهی به نام «انتخاب‌شده از…» تشکیل داد که در آن برای اولین بار موسیقی هیپ‌هاپ به زبان ارمنی را تجربه کرد. آنها آهنگ‌هایی به زبان‌های ارمنی و روسی نوشتند. یک سال بعد، این گروه بدون دلیل مشخصی منحل شد.
در سال ۲۰۰۱، میشو با اچ‌تی هایکو آشنا شد و دو سال بعد، اولین تک‌آهنگ آنها با نام «پسر ارمنی، پسره» تحت نام گروه پسرهای ارمنی منتشر شد. این اولین گروه هیپ‌هاپ ارمنی در ارمنستان بود. گروه پسرهای ارمنی در سال ۲۰۰۸ رسماً منحل شد، اما تا آن زمان میشو گروه جدیدی به نام تیم ارمنی تشکیل داده بود.
در سال ۲۰۰۷، میشو فعالیت انفرادی خود را با انتشار آلبوم «بیا، ببین، … ی» آغاز کرد. او خود را به عنوان یک ترانه‌سرای جدی معرفی کرد که به مسائل اجتماعی و تابوهای کشورش می‌پردازد. آثار او نه تنها در پیشگامی موسیقی هیپ‌هاپ در ارمنستان، بلکه در محتوای ترانه‌هایش با مضامین سیاسی و آگاهانه نیز منحصربه‌فرد است. از آن زمان تاکنون، او آلبوم‌های «شهر صحبت می‌کند، گوش کن…» در ۲۰۰۹، «اینکوام» با گاریک در ۲۰۰۹، «زبان من» در ۲۰۱۱، پروژه گروهی «چند نفر» در ۲۰۱۳، «حساس» در ۲۰۱۵، «مه» در ۲۰۱۷، «چند نفر ۲» در ۲۰۱۸ و «آب درهم» در ۲۰۲۰ را منتشر کرده است.

## حرفه بازیگری
موفقیت میشو در موسیقی منجر به پیشنهادهای سینمایی شد. در سال ۲۰۰۵، او اولین نقش سینمایی خود را در فیلم «حیاط ما ۳» ایفا کرد و موسیقی متن آن را نیز با گروه پسرهای ارمنی ساخت. در سال ۲۰۱۰، اولین نقش اصلی خود را در فیلم «میلیونر مورد نظر» ایفا کرد. پس از موفقیت این فیلم، دو نقش اصلی دیگر در فیلم‌های «پوکر اِی‌ام» (۲۰۱۲) و «چهار رفیق و عروس» (۲۰۱۵) به او پیشنهاد شد.

## کمپین‌ها
محبوبیت میشو در موسیقی و بازیگری، او را به چهره‌ای برای کمپین‌های مختلف تبدیل کرد. در سال ۲۰۱۲، تصویر میشو برای کمپین ایدز استفاده شد که هدف آن درخواست اهدای خون برای مبتلایان به ویروس بود. همچنین از او دعوت شد تا کارگاهی در مرکز فناوری‌های خلاق تومو برگزار کند و به کودکان آموزش دهد چگونه از طریق هنر ترانه‌سرایی و رپ خود را بیان کنند. در سال ۲۰۱۵، شرکت ویواسل-ام‌تی‌اس او را به عنوان چهره کمپین‌های خود انتخاب کرد، چهار تبلیغ با او ساخت و از او خواست تا آهنگی برای کمپین «سوپر بیت» بنویسد.

## فعالیت‌های خیریه
میشو پس از دریافت مجوز پزشکی، اگرچه مسیر حرفه‌ای خود را در موسیقی ادامه داد، اما به عنوان پزشک داوطلب به درمان کودکان فقیر، کودکان یتیم و کودکان دارای معلولیت ادامه داد. او همچنین از شهرت خود به عنوان هنرمند برای برگزاری کنسرت‌های خیریه استفاده کرد، از جمله کمپین اهدای خون در سال ۲۰۱۳ در ایروان، جمع‌آوری کمک برای خانواده‌های نیازمند روستاهای ارمنی در بروکسل، بلژیک در ۲۰۱۵، و جمع‌آوری کمک برای کودکان بیمار ارمنستان در ۲۰۱۷.

## زندگی شخصی
در سال ۲۰۱۲، میشو در لس‌آنجلس، کالیفرنیا، با سونا اوگانسیان، تهیه‌کننده تلویزیون، مجری و بازیگر آشنا شد و آنها در سال ۲۰۱۵ در ایروان، ارمنستان ازدواج کردند.

## گزیده فیلمشناسی
از فیلم‌ها یا برنامه‌های تلویزیونی که وی در آن نقش داشته است می‌توان به شمال-جنوب، مسیر رؤیایی ما اشاره کرد.

## دیسکوگرافی

### آلبوم‌های‌های تقه
- های تقه (Հայ Տղեք) (۲۰۰۴)
- یک قطره عسل (Մի Կաթիլ Մեղր) (۲۰۰۶)

### آلبوم‌های انفرادی
- آمدم، دیدم، … ی (Էկا، տեսա, … ի) (۲۰۰۶)
- شهر سخن می‌گوید، گوش کنید… (Քաղաքը խոսում ա, լսեք...) (۲۰۰۹)
- صفر (Զրո) (۲۰۱۰)
- زبان من (Իմ Լեզուն) (۲۰۱۱)
- سخت‌گیر (Բծախնդիր) (۲۰۱۵)
- مه (Մառախուղ) (۲۰۱۷)
- آب درهم‌تنیده (Խճճված Ջուր) (۲۰۲۰)

### آلبوم‌های مشترک
- اینکوام (با گاریک) (۲۰۰۹)
- چند نفر (Մի Քանի Հոգի) - (به‌عنوان عضوی از گروه چند نفر) (۲۰۱۳)
- چند نفر - پارت ۲ (Մի Քանի Հոգի ۲) - (به‌عنوان عضوی از گروه چند نفر) (۲۰۱۸)